# Phyllostachys shuchengensis
Phyllostachys shuchengensis är en gräsart som beskrevs av S.C.Li och S.H.Wu. Phyllostachys shuchengensis ingår i släktet Phyllostachys, och familjen gräs. Inga underarter finns listade i Catalogue of Life.
Arten har fått sitt namn efter häradet Shucheng i Anhui-provinsen.